# Phlebotomus ansarii
Phlebotomus ansarii är en tvåvingeart som beskrevs av Lewis 1957. Phlebotomus ansarii ingår i släktet Phlebotomus och familjen fjärilsmyggor. Inga underarter finns listade i Catalogue of Life.